# Klebreis

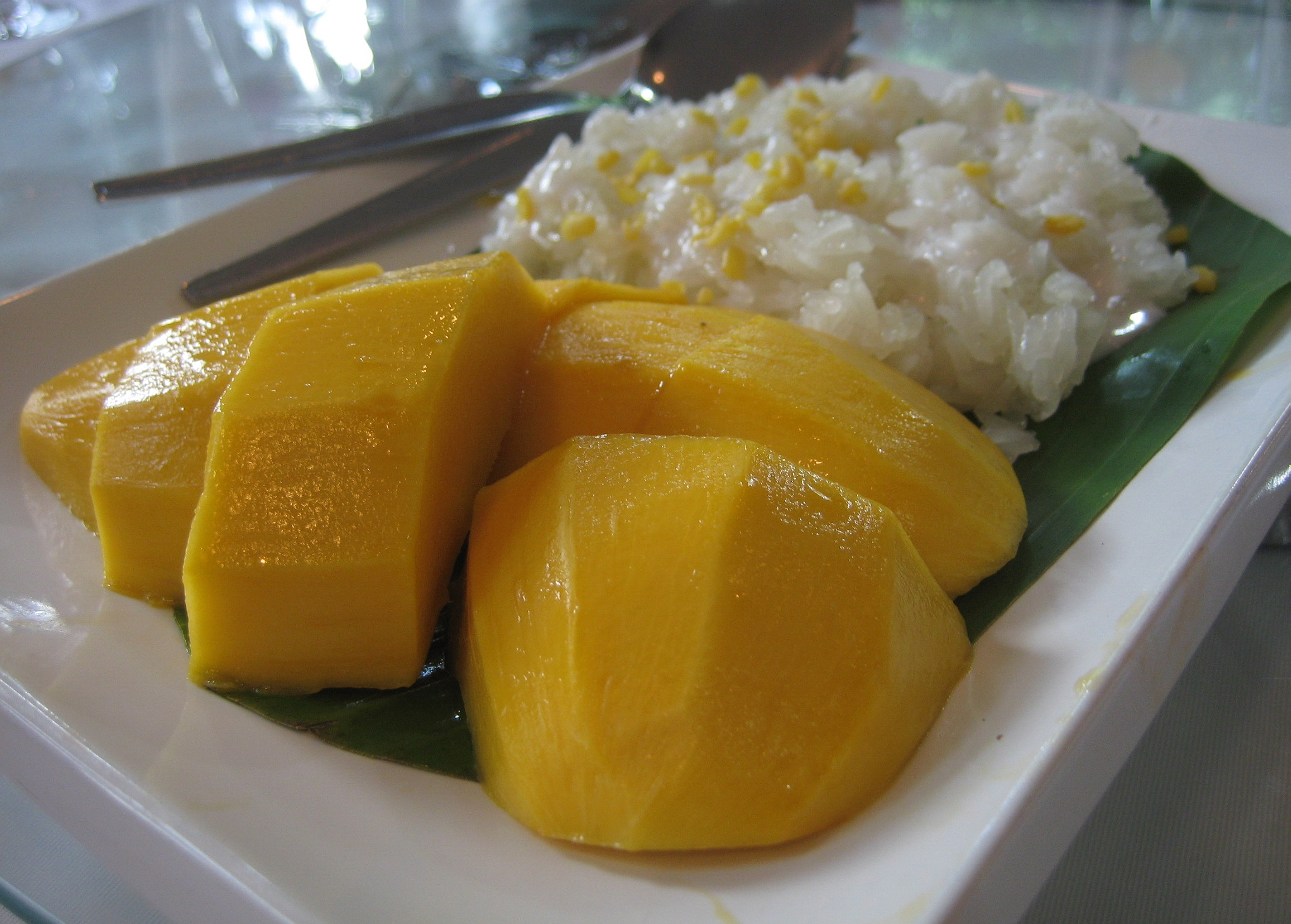
Klebreis mit Mango – als Süßspeise

Klebreis (Oryza sativa var. glutinosa) ist eine Reissorte, bei der durch den hohen Amylopektin-Anteil in der Stärke des Korns (bei maximal 6 % Amylose) die Reiskörner beim Dämpfen vollständig miteinander verkleben – noch stärker als beim Rundkornreis („Milchreis“, Japonica). Kommt der Klebreis beim Essen z. B. mit einer Soße in Berührung, trennen sich die Reiskörner aber wieder voneinander. Ungekochter Klebreis ist leicht an den matt-weißen und vor allem völlig undurchsichtigen Körnern zu erkennen. Klebreis wird nicht gekocht, sondern gedämpft.

## Verwendung als Lebensmittel
Da das Quellungsvermögen von Klebreis sehr hoch ist, wird er vielfach für Dickungs- und Bindemittelzwecke eingesetzt. Klebreis wird für viele Rezepte überall in Südostasien und Ostasien verwendet.

### China
In China isst man gern Zongzi (chinesisch 粽子, Pinyin zòngzi), Klöße aus Klebreis (chin. 糯米,  nuòmǐ), eingewickelt in Bambus- oder Schilfblätter, mit verschiedenen Füllungen wie z. B. Datteln, süßem Bohnenmus, Schinken, Krabben, Erdnüssen und Eigelb. Ein traditioneller Imbiss aus Peking sind Aiwowo, die kalt gegessen werden. Meist farbige, gefüllte Klößchen aus Klebreis (chin. 汤圆,  tāngyuán) gehören traditionell zum „Fest zur Wintersonnenwende“ (chin. 冬至 dōngzhì).

### Japan
Die japanischen Mochi – dort fester Bestandteil des Neujahrsfestes – sind süße Klößchen aus Klebreis (japanisch 糯米 mochigome), die z. B. mit Kinako gewürzt werden.

### Korea

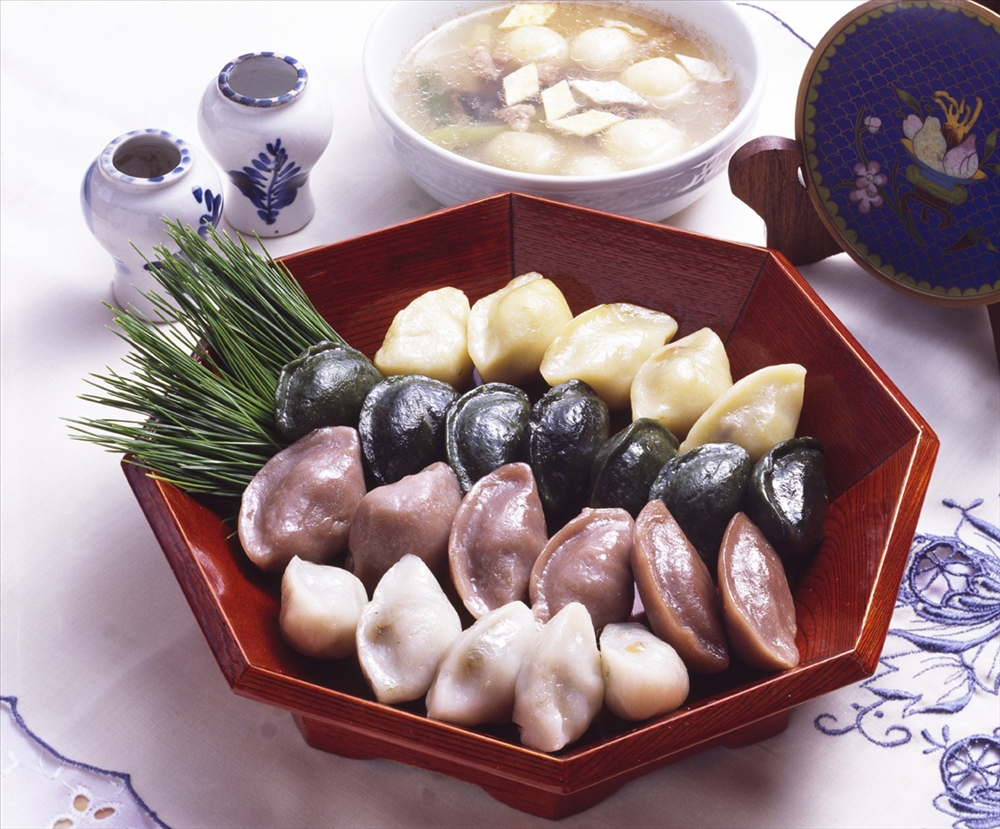
Schale mit Songpyeon

In Korea wird Klebreis zum einen zu herzhaften Breigerichten verwendet, beispielsweise mit Seetang und Sesam, mit Seeohren oder mit Hühnerfleisch. Zum anderen werden aus gestampftem Klebreis auch viele verschiedene Reiskuchen hergestellt, wie z. B. Songpyeon, gefüllt mit Sesam oder Bohnenmus, oder belegt mit Pinienkernen, Maronen und Kürbis.

### Thailand und Laos

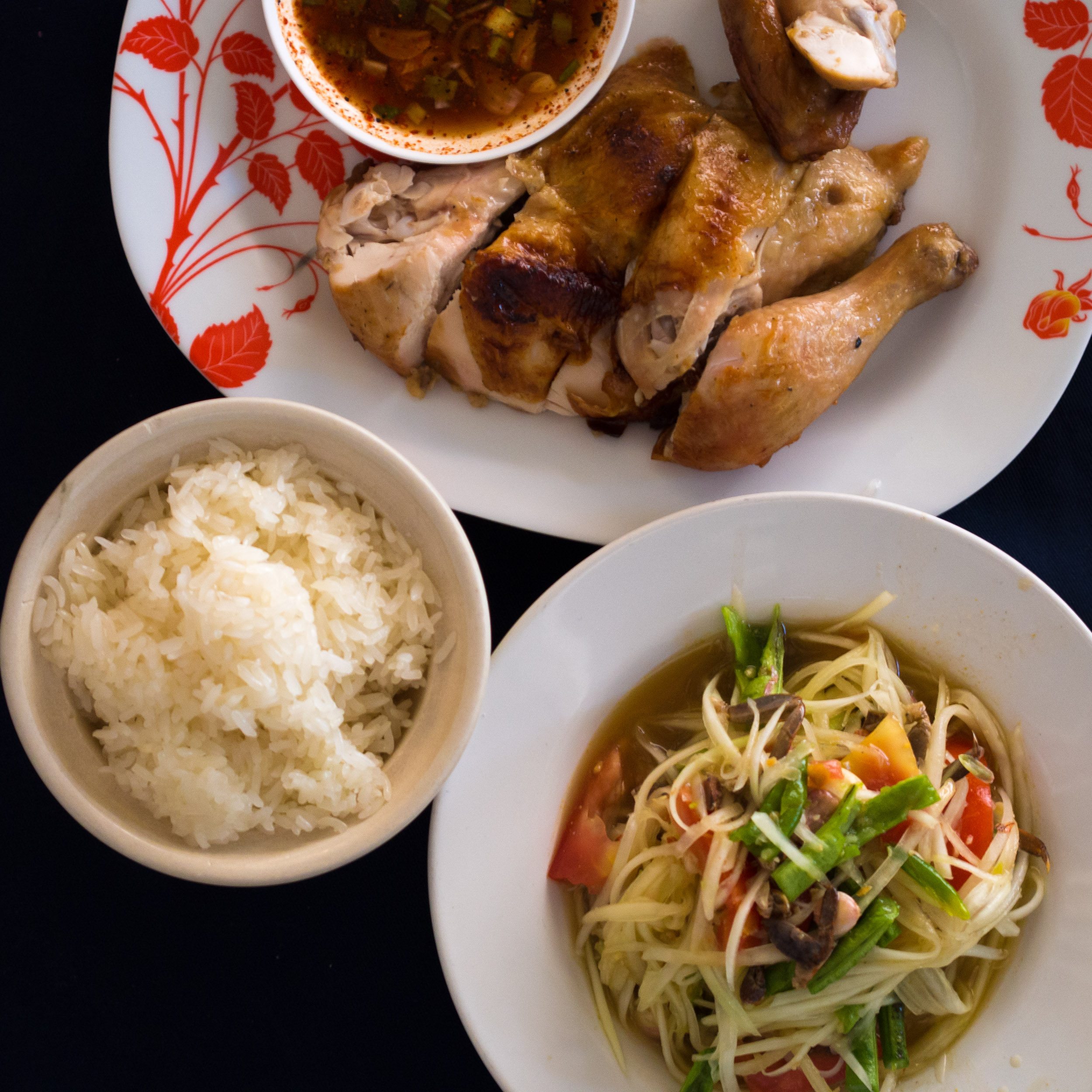
Eine beliebte Kombination in Thailand: gegrilltes Hähnchen, Papayasalat und Klebreis

In der thailändischen Küche wird Klebreis, genannt khao niao (Thai ข้าวเหนียว) (häufig auch als „sticky rice“ bezeichnet), meist, aber nicht nur, für Süßspeisen verwendet, im Norden und Nordosten (Isaan) von Thailand wie auch in der laotischen Küche bildet Klebreis das Hauptnahrungsmittel. Zur Klebreisherstellung werden in Thailand ein Dampftopf und ein Bambuskörbchen verwendet. Zuerst lässt man den Klebreis circa 3 Stunden in kaltem Wasser quellen, um ihn danach für circa 30 Minuten zu dämpfen. Nach dem Dämpfen kleben die Reiskörner aneinander. Zum Essen als Beilage lockert man den Klebreis auf oder formt ihn zu handlichen Beilagen, die man zu Barbecue-Fleisch- und Fischgerichten isst. Garküchen in Thailand verkaufen Klebreis geformt in kleinen Plastiktüten oder gefüllt in Bambusstangen bzw. Bananenblättern.

Fertiger Klebreis dient in Thailand auch zur Herstellung vieler Süßspeisen, wie Khao Neow Moon (Thai ข้าวเหนียวมูน) (mit Kokosmilch), Khao Tom Mad (in Bananenblättern) oder Khao Neow Ma Muang (mit gelber Mango).
Aus Klebreis wird auch ein Bier gebraut: Sato (Thai สาโท), das auch gelegentlich als „Thai-Reiswein“ bezeichnet wird.